# Antonio Nusa
Antonio Eromonsele Nordby Nusa (* 17. April 2005 in Langhus) ist ein norwegisch-nigerianischer Fußballspieler. Der Offensivspieler steht aktuell bei RB Leipzig unter Vertrag und ist norwegischer Nationalspieler.

## Karriere

### Im Verein
Nusa, Sohn eines nigerianischen Vaters und einer norwegischen Mutter, wurde in Langhus, rund 20 Kilometer südlich von Oslo gelegen, geboren und begann seine fußballerische Ausbildung bei Langhus IL, wo er bis 2017 spielte. Zur Saison 2018 in Norwegen wechselte er zu Stabæk Fotball in die Jugend. Am 6. Mai 2021 erhielt er bei dem Verein aus der Stabæk-IF-Gruppe einen Profivertrag. Am 30. Mai 2021 (6. Spieltag) debütierte er bei einer 2:4-Niederlage gegen den Rosenborg BK, als er kurz vor Spielende eingewechselt wurde. Gegen den FK Bodø/Glimt wurde er am 27. Juni 2021 (12. Spieltag) erneut eingewechselt und schoss bei der 1:4-Niederlage den einzigen Treffer seiner Mannschaft und den ersten in seiner Profikarriere. Im Spiel drei Tage später stand er daraufhin in der Startelf und erzielte seinen ersten Doppelpack seiner Karriere, woraufhin seine Mannschaft 3:3-Unentschieden spielte.
Am letzten Tag der Sommertransferperiode des Sommers 2021 wechselte er für zwei Millionen Euro in die Division 1A zum FC Brügge und unterschrieb dort einen Vertrag mit einer Laufzeit von drei Jahren. Nusa bestritt für den FC Brügge drei von 34 möglichen Ligaspielen, bei denen er ein Tor schoss, sowie ein Pokalspiel. Die Saison endete mit dem Gewinn der belgischen Meisterschaft.
Am 13. September 2022 erzielte Nusa gegen den FC Porto sein erstes Tor in der Champions League und wurde so mit 17 Jahren, vier Monaten und 27 Tagen der zweitjüngste Torschütze der Geschichte des Wettbewerbes. Insgesamt bestritt er in der Saison 2022/23 26 von 40 möglichen Ligaspielen für die 1. Mannschaft, in denen er ein Tor schoss, ein Pokalspiel, vier Spiele in der Champions League mit einem Tor und das gewonnene Spiel um den Supercup. Hinzu kamen zwei Spiele in der U 23-Mannschaft, die in der Division 1B spielt.
In der Saison 2023/24 bestritt er 30 von 40 möglichen Ligaspielen für Brügge, in denen er drei Tore schoss, drei Pokalspiele und 13 Spiele im Europapokal mit einem Tor. Er wurde erneut mit Brügge belgischer Meister.
Zu Beginn der neuen Saison 2024/25 bestritt Nusa noch drei Ligaspiele für Brügge und nahm am verlorenen Spiel um den belgischen Supercup teil. Mitte August 2024 wechselte er in die deutsche Bundesliga zu RB Leipzig und erhielt einen Vertrag bis 2029.

### Nationalmannschaft
Nusa spielte ab 2021 in verschiedenen norwegischen Juniorennationalmannschaften, beginnend mit der U16. Nach sechs Einsätzen in der U18 im Jahr 2022 spielte er ab März 2023 zunächst in der U19-Auswahl und nahm im Sommer desselben Jahres mit der U21-Nationalmannschaft an der U21-Europameisterschaft teil, bei der er bis zum vorzeitigen Ausscheiden der Mannschaft in der Gruppenphase in allen drei Gruppenspielen zum Einsatz kam.
Im September 2023 debütierte er im Alter von 18 Jahren in der norwegischen A-Nationalmannschaft bei einem Freundschaftsspiel gegen Jordanien, bei dem er in der Startaufstellung stand und auch direkt sein erstes Länderspieltor schoss.

## Erfolge
- Belgischer Meister: 2021/22, 2023/24 (FC Brügge)
- Gewinner belgischer Supercup: 2022 (FC Brügge)